# Marcelina Darowska
Marcelina Darowska, in religione Maria Marcellina dell'Immacolata Concezione (Šuljaky, 28 gennaio 1827 – Jazlovec', 5 gennaio 1911), è stata una religiosa polacca, fondatrice delle Suore dell'Immacolata Concezione della Beata Vergine Maria. È stata proclamata beata da papa Giovanni Paolo II nel 1996.

## Biografia
Nata da un'agiata famiglia di proprietari terrieri, fu moglie e madre di due figli. Morti il marito e il figlio primogenito, decise di abbracciare la vita religiosa.
Viaggiò in Germania e in Italia e nel 1857 a Roma, con l'aiuto del risurrezionista Hieronim Kajsiewicz, diede inizio a una nuova congregazione di suore per l'istruzione della gioventù femminile.
La sua congregazione si diffuse rapidamente in Polonia, dove la fondatrice si spense nel 1911.

## Il culto
La fase romana del suo processo di canonizzazione ebbe inizio nel 1991: dichiarata venerabile nel 1994, è stata proclamata beata da papa Giovanni Paolo II.